# نیکلاس میرزا
نیکلاس میرزا (انگلیسی: Nicolas Mirza؛ زادهٔ ۱۸ نوامبر ۱۹۸۴) بازیکن فوتبال اهل فرانسه است.
از باشگاه‌هایی که در آن بازی کرده‌است می‌توان به باشگاه فوتبال فارست گرین راورز، باشگاه فوتبال یئوویل تاون، باشگاه فوتبال پاری سن ژرمن، باشگاه فوتبال ویموث، و باشگاه فوتبال پاریس اشاره کرد.
وی همچنین در تیم ملی فوتبال مارتینیک بازی کرده‌است.